# Маринка (Стрийський район)
Мари́нка — село в Україні, у Стрийському районі Львівської області. Населення становить 108 осіб.

## Політика

### Парламентські вибори, 2019
На позачергових парламентських виборах 2019 року у селі функціонувала окрема виборча дільниця № 460397, розташована у приміщенні народного дому.
Результати
- зареєстровано 59 виборців, явка 61,02 %, найбільше голосів віддано за «Слугу народу» і «Голос» — по 27,78 %, за Всеукраїнське об'єднання «Батьківщина» і Громадянську позицію — по 13,89 %.[2] В одномандатному окрузі найбільше голосів отримав Андрій Кіт (самовисування) — 41,67 %, за Олега Канівця (Громадянська позиція) і Євгенія Гірника (самовисування) — по 13,89 %[3].

## Відомі люди
- Йосиф Солдан (1922 с. Маринка — 16.12.1948 с. Завій) — референт СБ Калуського надрайонного проводу ОУН – «Ярема».[4]